# Marie-Colline Leroy
Marie-Colline Leroy (Baudour, 1 juli 1984) is een Belgisch politica voor de ecologistische partij Ecolo. Ze was van 2023 tot 2025 staatssecretaris voor Gendergelijkheid, Gelijke Kansen en Diversiteit in de regering-De Croo.

## Levensloop
Leroy stamt uit een politieke familie. Haar vader, Jacky Leroy, was kabinetsmedewerker van de PS-ministers Laurette Onkelinx en Elio Di Rupo, en tevens algemeen directeur van het verplicht Franstalig onderwijs en voorzitter van de FOD Personeel en Organisatie. Haar broer, Baptiste Leroy, werd voor Ecolo gemeenteraadslid in Leuze-en-Hainaut.
Leroy behaalde in 2006 een master in de Romaanse filologie aan de ULB. Ze was van 2006 tot 2008 leerkracht aan het Athénée Royal Paul Delvaux in Ottignies-Louvain-la-Neuve, van 2008 tot 2017 assistente aan de ULB en van 2008 tot 2020 docente aan de Haute École en Hainaut.

## Politieke loopbaan
Leroy sloot zich in 2009 aan bij Ecolo. Eerst werd ze actief in de Brusselse afdeling, en vanaf 2012 in de lokale werking van Frasnes-lez-Anvaing. Ze stelde zich in 2012 kandidaat voor de
provinciale verkiezingen in Henegouwen, maar raakte niet verkozen. Van 2015 tot 2017 was ze co-voorzitter van de Ecolo-afdeling van Picardisch Wallonië.Bij de gemeenteraadsverkiezingen van oktober 2018 werd ze als lijsttrekker van Ecolo verkozen tot gemeenteraadslid van Frasnes-lez-Anvaing. Zes jaar later, in oktober 2024, werd Leroy niet herkozen in deze functie.
Bij de verkiezingen van 26 mei 2019 werd Leroy vanop de tweede plaats van de Ecolo-lijst voor de kieskring Henegouwen verkozen tot lid van de Kamer van volksvertegenwoordigers. In de Kamer was ze tot april 2023 voorzitter van de commissie Werk, Sociale Zaken en Pensioenen. In die rol hield ze zich vooral bezig met de steunmaatregelen tijdens de coronacrisis, zoals de tijdelijke werkloosheid en het overbruggingsrecht. Ook was ze als Kamerlid betrokken bij de hervorming van het statuut voor kunst- en cultuurwerkers en werkte ze rond thema's als pensioenen en ouderschapsverlof.
Op 30 april 2023 werd Marie-Colline Leroy door haar partij voorgedragen als staatssecretaris voor Gelijke Kansen, Diversiteit en Gendergelijkheid in de federale regering-De Croo ter opvolging van Sarah Schlitz, die enkele dagen daarvoor ontslag had genomen. Op 2 mei dat jaar legde ze de eed af in handen van koning Filip.
Leroy kreeg opnieuw de tweede plaats op de Henegouwse Ecolo-lijst bij de federale verkiezingen van juni 2024. De partij verdween echter onder de kiesdrempel in deze kieskring, waardoor Leroy geen Kamerzetel kon veroveren. Na deze verkiezingen stelde Leroy zich samen met Gilles Vanden Burre kandidaat om co-voorzitter van Ecolo te worden. Het duo moest echter de duimen leggen voor hun tegenkandidaten Samuel Cogolati en Marie Lecocq. Leroy bleef nadien nog tot in februari 2025 ontslagnemend staatssecretaris in de regering-De Croo.